# Кая (город)
Ка́я (фр. Kaya) — город и городская коммуна в Буркина-Фасо.

## География
Город Кая находится в центральной части Буркина Фасо; это главный город Северо-Центральной области и провинции Санматенга. Расположен в 100 километрах северо-восточнее столицы страны, города Уагадугу, на высоте 353 м над уровнем моря. Коммуна разделена на 7 секторов. Действующий мэр — Махама Белемвире.

## Климат
| Показатель                    | Янв. | Фев. | Март | Апр. | Май  | Июнь | Июль  | Авг.  | Сен.  | Окт. | Нояб. | Дек. | Год   |
| ----------------------------- | ---- | ---- | ---- | ---- | ---- | ---- | ----- | ----- | ----- | ---- | ----- | ---- | ----- |
| Средний суточный максимум, °C | 32,0 | 35,3 | 37,9 | 39,1 | 37,8 | 35,1 | 32,2  | 30,8  | 32,1  | 36,1 | 35,3  | 32,5 | 34,6  |
| Средняя температура, °C       | 24,3 | 27,3 | 30,3 | 32,2 | 31,4 | 29,1 | 27,1  | 26,1  | 27,0  | 29,4 | 27,6  | 24,9 | 28,0  |
| Средний суточный минимум, °C  | 16,6 | 19,2 | 22,7 | 25,3 | 25,0 | 23,0 | 22,0  | 21,4  | 21,8  | 22,8 | 19,9  | 17,2 | 21,4  |
| Норма осадков, мм             | 0,1  | 0,7  | 4,0  | 16,0 | 52,9 | 91,4 | 162,2 | 203,7 | 116,7 | 24,9 | 0,8   | 0,6  | 674,0 |
| Источник: ,                   |      |      |      |      |      |      |       |       |       |      |       |      |       |

## Экономика и транспорт
В Кае развиты кожевенная и обувная промышленность, здесь находится центр по торговле шерстью и кожами. В городе имеется небольшой аэропорт, кроме того, Кая соединён железной дорогой с Уагадугу.

## Население
По данным на 2013 год численность населения города составляла 69 541 человек. Численность населения городской коммуны по данным переписи 2006 года составляет 114 807 человек.
Динамика численности населения города по годам:
| 1985   | 1996   | 2005   | 2006   | 2013   |
| ------ | ------ | ------ | ------ | ------ |
| 25 814 | 33 958 | 42 837 | 51 778 | 69 541 |

## Известные уроженцы
- Жан-Батист Уэдраого — бывший президент Верхней Вольты

## Города-побратимы
- Херцогенаурах, Германия[4]
- Шательро, Франция[5][6]
- Саванна, США